# Рождественка (Шарлыкский район)
Рождественка — село в Шарлыкском районе Оренбургской области в составе Илькульганского сельсовета. 

## География
Находится на берегах небольшой речки Каратай (приток реки Неть) на расстоянии примерно 10 километров по прямой на юго-запад от районного центра села  Шарлык.

## История
Основано село в 1826 году переселенцами из Рязанской губернии. 

## Население
Население составляло 282 человека в 2002 году (русские 88%),  160 по переписи 2010 года.